# Luke Humphries
Luke Humphries MBE (* 11. února 1995 Berkshire) je anglický profesionální šipkař hrající v organizaci Professional Darts Corporation (PDC) a světová jednička. V říjnu 2023 získal svůj první televizní titul, když ve finále World Grand Prix porazil Gerwyna Price v poměru 5–2 na sety. Na tento úspěch navázal o měsíc později, když ve finále Grand Slam of Darts přemohl Roba Crosse. Fantastický podzim ještě podtrhl triumfem na Players Championship Finals. Závěr roku korunoval tažením za titulem mistra světa, když ve finále porazil 16letého Lukea Littlera 7–4. Během dalšího roku vyhrál World Matchplay a když v květnu 2025 opanoval i Premier League, stal se teprve čtvrtým hráčem, který vyhrál tyto tři nejdůležitější turnaje, tzv. Trojkorunu. V roce 2019 vyhrál i juniorský světový šampionát. Po boku Michaela Smithe ovládl také World Cup of Darts.

## Kariéra

### Začátky
Luke Humphries se narodil 11. února 1995 v Newbury v hrabství Berkshire, později se přestěhoval do Crewe v hrabství Cheshire. Šipky začal hrát v pubertě a reprezentoval hrabství Berkshire a Wiltshire.

### 2017
Jeho prvním úspěchem v PDC bylo 5 titulů z turnajů Development Tour, díky nimž ovládl žebříček této série a kvalifikoval se na mistrovství světa a získal profesionální kartu na další dva roky.

### 2018
Při svém debutu na mistrovství světa se utkal v předkole s Jeffem Smithem, se kterým prohrál 0–2 na sety. Na UK Open se dostal do třetího kola, kde byl nad jeho síly Ricky Evans. Poprvé se účastnil také turnajů European Tour, nejdále se podíval do třetího kola. Během roku navíc vyhrál další tři turnaje Development Tour. Na závěr roku se mu opět podařilo kvalifikovat na mistrovství světa, tentokrát již z žebříčku Pro Tour Order of Merit.

### 2019
Na mistrovství světa 2019 zaznamenal Humphries fantastický úspěch. Na turnaji postupně vyřadil Adama Hunta, Stephena Buntinga, Dimitriho van den Bergha, a úřadujícího vítěze Roba Crosse, než ho ve čtvrtfinále vyřadil v poměru 1–5 Michael Smith.
Na UK Open nejprve vyřadil Vincenta van der Voorta, poté prohrál ve čtvrtém kole s Davem Chisnallem. Po odstoupení Garyho Andersona z Premier League byl vybrán jako jeden z devíti náhradníků. Ve svém zápase v Exeteru remizoval s Gerwynem Pricem 6–6.
Na konci roku dokázal vyhrát Mistrovství světa juniorů, když ve finále porazil Adama Gawlase v poměru 6–0.

### 2020
Na mistrovství světa 2020 Humphries zopakoval čtvrtfinále z předchozího roku. První den turnaje otočil zápas s Devonem Petersenem, ve druhém kole pak v rozhodujícím jedenáctém legu závěrečného setu přemohl Jermaina Wattimenu. Následně vyřadil ještě Nica Kurze a Kima Huybrechtse a domů ho poslal až pozdější vítěz turnaje Peter Wright, se kterým prohrál 3–5.
Humphries byl opět vybrán na jeden zápas do Premier League, kde jako vyzyvatel dokázal během pátého večera porazit Garyho Andersona 7–5
Na podzim se poprvé kvalifikoval na Grand Slam of Darts, kde s bilancí jedné výhry a dvou porážek obsadil ve skupině třetí místo a nepostoupil do vyřazovací fáze. Úspěšnější byl Luke na Players Championship Finals, kde hrál osmifinále.

### 2021
Luke zahajoval mistrovství světa s veteránem Paulem Limem, který mu v prvním kole uštědřil šokující porážku 2–3 na sety.
V březnu se dostal do svého prvního televizního finále na UK Open. Během turnaje vyřadil mimo jiné Davea Chisnalla ve čtvrtfinále and úřadujícího vítěze Michaela van Gerwena v semifinále. Ve finále jeho cestu ukončil James Wade, který vyhrál 5–11.
Během roku také debutoval na World Matchplay, World Grand Prix i mistrovství Evropy. Ve všech turnajích se mu podařilo přejít přes první kolo a skončil v tom druhém. Na konci roku pak zopakoval svou osmifinálovou účast na Players Championship Finals.

### 2022
Po neúspěšném světovém šampionátu předchozí rok si Humphries tentokrát spravil chuť, když navázal na svoje nejlepší výsledky na turnaji a dostal se do čtvrtfinále. Ve svém prvním zápase hladce přejel Rowbyho-Johna Rodrigueze, následně mu kvůli pozitivnímu testu na Covid-19 odstoupil Dave Chisnall. Ve strhujícím osmifinále s Chrisem Dobeym zvládl otočit zápas ze stavu 1–3 na sety na konečných 4–3. Ve čtvrtfinále už mu vystavil stopku dvojnásobný šampion Gary Anderson.
V dubnu se mu poprvé podařilo zvítězit na turnaji European Tour, přičemž do konce roku ovládl ještě další tři turnaje. Na většině majorů se mu přes rok příliš nedařilo, sérii dobrých výsledků pak zapsal na televizních turnajích na konci roku, kdy na Grand Slam of Darts a Players Championship Finals hrál semifinále.

### 2023
Na mistrovství světa zvládl vyrovnané bitvy s Florianem Hempelem a Vincentem van der Voortem, než ho v osmifinále zastavil po výsledku 4–1 Stephen Bunting. Slušného výsledku se mu podařilo dosáhnout na World Matchplay, kde ho až v semifinále porazil po vyrovnaném průběhu Jonny Clayton.
V říjnu se mu podařilo dosáhnout na svůj první velký televizní titul na World Grand Prix. Po cestě do finále neztratil ani set a ve finále ovládl pět z posledních šesti setů a vyhrál 5–2, samotný zápas pak navíc ukončil zavřením 138 bodů. Hned o měsíc později si připsal další úspěch, když ovládl i Grand Slam of Darts. Po hladkém postupu ze skupiny vyřadil Ryana Searlea, Garyho Andersona i Jamese Wadea, ve finále pak s úctyhodným průměrem 104,69 bývalého mistra světa Roba Crosse 16–8. Fantastický podzim završil triumfem na Players Championship Finals, když ve finále porazil 11–9 Michaela van Gerwena, který ve finále zavřel na devět šipek.

### 2024
Luke potvrdil svoji skvělou formu a stal se poprvé v kariéře mistrem světa. Po hladké výhře nad Lee Evansem musel otáčet zápasy s Ricardem Pietreczkem i Joem Cullenem. Ve čtvrtifnále si poradil s Davem Chisnallem a následně v semifinále smetl 6–0 Scotta Williamse. Ve finále ho čekal nenasazený 16letý mladík Luke Littler. Ten šel do vedení 4–2 na sety, ale pak minul jednu šipku na 5–2 a Humphries všechny zbývající sety vyhrál. Odvezl si 500 000 liber a stal se novou světovou jedničkou. Díky tomuto úspěchu ho Rishi Sunak pozval na návštěvu do Downing Street 10
V březnu se dostal do finále UK Open, kde minul dvě šipky na vítězství a prohrál s Dimitri van den Berghem 10–11. Konečně se také dočkal plnohodnotné účasti v Premier League. V průběhu března vyhrál tři večery za sebou a vytvořil si bodový polštář, který mu pomohl zajistit si play-off. V semifinále si poradil s Michaelem van Gerwenem, ve finále ale nestačil na 17letého Luka Littlera. Humphries vytvořil dvojici pro World Cup of Darts s Michaelem Smithem a turnaj společně ovládli. Léto pak završil úspěšným tažením na World Matchplay když ve všech zápasech překročil na průměru 100bodovou hranici a ve finále porazil Michaela van Gerwena 18–15.
Na World Grand Prix obhajoval svůj první major titul, nicméně ve vyrovnaném finále ho přemohl debutující Belgičan Mike De Decker. Na turnaji Grand Slam of Darts se mu nepodařilo postoupit ani ze skupiny. Na sociálních sítích později uvedl, že se nemohl plně soustředit kvůli zdravotnímu stavu jeho dvouletého syna. Na tento turnaj dal zapomenout o týden později, když se mu jako teprve třetímu hráči podařilo obhájit vítězství na Players Championship Finals, kde ve finále porazil Lukea Littlera, který se prezentoval průměrem nad 100 bodů ve všech šesti svých zápasech.

### 2025
Obhajobu světového trůnu zahájil pohodlným vítězstvím nad Thibaultem Tricolem v poměru 3–0. Při svém návratu po Vánocích si poradil hladce i s Nickem Kennym. Jeho dalším soupeřem byl dvojnásobný mistr světa Peter Wright. Po překvapivém průběhu ho Skot z turnaje po výsledku 1–4 vyřadil.
Na začátku února se mu podařilo ovládnout upravený a nově hodnocený formát World Masters. V dramatickém finále vedl nad Jonny Claytonem už 5–2 na sety, pak ale Velšan stav dorovnal a o vítězi rozhodl až rozhodující leg. Začátek nového ročníku Premier League se mu rovněž vydařil, když vyhrál první večer v Belfastu. V průběhu soutěže přidal ještě výhry v Exeteru a Leedsu, přičemž se pohodlně kvalifikoval do finálového večera. Během toho v Londýně nejprve vyřadil v poměru 10–7 Nathana Aspinalla a ve finále pak v odvetě za minulý rok udolal Lukea Littlera 11–8. Stal se tak teprve čtvrtým hráčem, který ovládl všechny tři nejprestižnější turnaje PDC (Premier League, World Matchplay a Mistrovství světa) a získal tak tzv. trojkorunu. Před ním se to podařilo jen Philu Taylorovi, Michaelu van Gerwenovi a Garymu Andersonovi.

## Osobní život
Předtím, než se stal v březnu 2018 před turnajem UK Open šipkařem na plný úvazek, pracoval stejně jako jeho otec a bratr na střechách jako pokrývač.
V roce 2021 razantně změnil svůj životní styl a podařilo se mu výrazně zhubnout. Později prohlásil, že ho to učinilo odolnějším a přestala mu docházet energie během dlouhých zápasů. Spolu s tím pak začaly přicházet i jeho nejlepší výsledky.
Humphries žije se svou snoubenkou Kayley a synem Rowanem Ellisem narozeným v říjnu 2022 ve městě Crewe v hrabství Cheshire. Zasnoubili se v květnu 2024, když ji Luke požádal o ruku na vyhlídkové plošině mrakodrapu 30 Hudson Yards v New Yorku těsně před turnajem US Darts Masters.
V červnu 2025 se stal členem Řádu britského impéria za přínos šipkám.

## Výsledky na mistrovství světa

### PDC
- 2018: Předkolo (porazil ho Jeff Smith 0–2)
- 2019: Čtvrtfinále (porazil ho Michael Smith 1–5)
- 2020: Čtvrtfinále (porazil ho Peter Wright 3–5)
- 2021: První kolo (porazil ho Paul Lim 2–3)
- 2022: Čtvrtfinále (porazil ho Gary Anderson 2–5)
- 2023: Osmifinále (porazil ho Stephen Bunting 1–4)
- 2024: Vítěz (porazil Lukea Littlera 7–4)
- 2025: Osmifinále (porazil ho Peter Wright 1–4)

## Finálové zápasy

### Major turnaje PDC: 12 (8 titulů)
| Legenda                           |
| --------------------------------- |
| Mistrovství světa (1–0)           |
| World Matchplay (1–0)             |
| Premier League (1–1)              |
| World Grand Prix (1–1)            |
| UK Open (0–2)                     |
| Grand Slam of Darts (1–0)         |
| Players Championship Finals (2–0) |
| World Masters (1–0)               |

| Výsledek  | No. | Rok  | Turnaj                      | Soupeř                | Skóre     |
| --------- | --- | ---- | --------------------------- | --------------------- | --------- |
| Finalista | 1.  | 2021 | UK Open                     | James Wade            | 5–11 (l)  |
| Vítěz     | 1.  | 2023 | World Grand Prix            | Gerwyn Price          | 5–2 (s)   |
| Vítěz     | 2.  | 2023 | Grand Slam of Darts         | Rob Cross             | 16–8 (l)  |
| Vítěz     | 3.  | 2023 | Players Championship Finals | Michael van Gerwen    | 11–9 (l)  |
| Vítěz     | 4.  | 2024 | Mistrovství světa           | Luke Littler          | 7–4 (s)   |
| Finalista | 2.  | 2024 | UK Open                     | Dimitri Van den Bergh | 10-11 (l) |
| Finalista | 3.  | 2024 | Premier League Darts        | Luke Littler          | 7–11 (l)  |
| Vítěz     | 5.  | 2024 | World Matchplay             | Michael van Gerwen    | 18–15 (l) |
| Finalista | 4.  | 2024 | World Grand Prix            | Mike De Decker        | 4–6 (s)   |
| Vítěz     | 6.  | 2024 | Players Championship Finals | Luke Littler          | 11–7 (l)  |
| Vítěz     | 7.  | 2025 | World Masters               | Jonny Clayton         | 6–5 (s)   |
| Vítěz     | 8.  | 2025 | Premier League              | Luke Littler          | 11–8 (l)  |

### Světová série PDC: 2 (2 tituly)
| Výsledek | No. | Rok  | Turnaj                    | Soupeř          | Skóre   |
| -------- | --- | ---- | ------------------------- | --------------- | ------- |
| Vítěz    | 1.  | 2024 | New Zealand Darts Masters | Damon Heta      | 8–2 (l) |
| Vítěz    | 2.  | 2025 | US Darts Masters          | Nathan Aspinall | 8–6 (l) |

### Týmové turnaje PDC: 1 (1 titul)
| Výsledek | No. | Rok  | Turnaj             | Tým    | Spoluhráč     | Soupeři                                           | Skóre    |
| -------- | --- | ---- | ------------------ | ------ | ------------- | ------------------------------------------------- | -------- |
| Vítěz    | 1.  | 2024 | World Cup of Darts | Anglie | Michael Smith | Rakousko – Mensur Suljović a Rowby-John Rodriguez | 10–6 (l) |

## Výsledky na turnajích

### PDC
| Turnaj                          | 2016              | 2017              | 2018              | 2019              | 2020              | 2021              | 2022              | 2023              | 2024           | 2025           |
| ------------------------------- | ----------------- | ----------------- | ----------------- | ----------------- | ----------------- | ----------------- | ----------------- | ----------------- | -------------- | -------------- |
| Hodnocené televizní turnaje     |                   |                   |                   |                   |                   |                   |                   |                   |                |                |
| Mistrovství světa               | DNQ               | DNQ               | PR                | QF                | QF                | 1R                | QF                | 4R                | W              | 4R             |
| World Masters                   | Nekvalifikoval se | Nekvalifikoval se | Nekvalifikoval se | Nekvalifikoval se | Nekvalifikoval se | Nekvalifikoval se | 2R                | 2R                | 2R             | W              |
| UK Open                         | DNQ               | DNQ               | 3R                | 3R                | 4R                | F                 | 4R                | 6R                | F              | QF             |
| World Matchplay                 | Nekvalifikoval se | Nekvalifikoval se | Nekvalifikoval se | Nekvalifikoval se | Nekvalifikoval se | 2R                | 1R                | SF                | W              |                |
| World Grand Prix                | Nekvalifikoval se | Nekvalifikoval se | Nekvalifikoval se | Nekvalifikoval se | Nekvalifikoval se | 2R                | 1R                | W                 | F              |                |
| Mistrovství Evropy              | Nekvalifikoval se | Nekvalifikoval se | Nekvalifikoval se | Nekvalifikoval se | Nekvalifikoval se | 2R                | QF                | QF                | QF             |                |
| Grand Slam of Darts             | Nekvalifikoval se | Nekvalifikoval se | Nekvalifikoval se | Nekvalifikoval se | RR                | RR                | SF                | W                 | RR             |                |
| Players Championship Finals     | Nekvalifikoval se | Nekvalifikoval se | Nekvalifikoval se | 1R                | 3R                | 3R                | SF                | W                 | W              |                |
| Nehodnocené televizní turnaje   |                   |                   |                   |                   |                   |                   |                   |                   |                |                |
| Premier League Darts            | Nezúčastnil se    | Nezúčastnil se    | Nezúčastnil se    | C                 | C                 | Nezúčastnil se    | Nezúčastnil se    | Nezúčastnil se    | F              | W              |
| World Cup of Darts              | Nekvalifikoval se | Nekvalifikoval se | Nekvalifikoval se | Nekvalifikoval se | Nekvalifikoval se | Nekvalifikoval se | Nekvalifikoval se | Nekvalifikoval se | W              | 2R             |
| World Series of Darts Finals    | Nekvalifikoval se | Nekvalifikoval se | Nekvalifikoval se | Nekvalifikoval se | Nekvalifikoval se | Nekvalifikoval se | DNP               | SF                | QF             |                |
| Mistrovství světa juniorů       | 2R                | SF                | 2R                | W                 | Nezúčastnil se    | Nezúčastnil se    | Nezúčastnil se    | Nezúčastnil se    | Nezúčastnil se | Nezúčastnil se |
| Statistika                      |                   |                   |                   |                   |                   |                   |                   |                   |                |                |
| Pořadí v žebříčku na konci roku | NR                | NR                | 57                | 35                | 42                | 19                | 5                 | 1                 | 1              |                |

| Legenda | Legenda | Legenda | Legenda        | Legenda | Legenda           | Legenda | Legenda     | Legenda | Legenda |
| ------- | ------- | ------- | -------------- | ------- | ----------------- | ------- | ----------- | ------- | ------- |
| #R      | kolo    | QF      | čtvrtfinále    | SF      | semifinále        | F       | finalista   | W       | vítěz   |
| RR      | skupina | DNP     | nezúčastnil se | DNQ     | nekvalifikoval se | NH      | nekonalo se | C       | zrušeno |

## Zakončení devíti šipkami
Seznam televizních zakončení legů devítkou, tedy nejnižším možným množstvím šipek. 
| Datum          | Soupeř    | Turnaj               | Způsob                          |
| -------------- | --------- | -------------------- | ------------------------------- |
| 6. března 2025 | Rob Cross | Premier League Darts | 3 × T20; 3 × T20; T20, T19, D12 |